# Harry Tong Sang
Harry Tong Sang (12 settembre 1982) è un ex calciatore francese nato a Tahiti, di ruolo difensore.

## Carriera

### Club
Ha sempre giocato nel campionato di casa.

### Nazionale
Ha collezionato 4 presenze con la maglia della propria Nazionale.